# Matsura Hisanobu
Matsura Hisanobu est un nom japonais traditionnel ; le nom de famille (ou le nom d'école), Matsura, précède donc le prénom (ou le nom d'artiste).
Matsura Hisanobu (松浦 久信, 1571-14 octobre 1602) est un daimyo de la fin de l'époque Azuchi-Momoyama et du début de l'époque d'Edo, à la tête du domaine de Hirado dans la province de Hizen. Son épouse, Sono, est la fille du fameux daimyo chrétien (kirishitan), Ōmura Sumitada, dont le territoire est voisin.
Hisanobu et son père servent tous deux sous Toyotomi Hideyoshi pendant les campagnes de Corée. Lors de la bataille de Sekigahara, Hisanobu combat du côté de Toyotomi, bien que son père a fait défection du côté des Tokugawa. Il incendie son château de Hirado en signe de loyauté envers le nouveau shogun, Tokugawa Ieyasu. Après la bataille de Sekigahara, Hisanobu est convoqué à une audience avec Tokugawa Ieyasu à Kyoto et il meurt peu de temps après. Certains indices suggèrent qu'il lui a été ordonné de commettre seppuku. Son fils Matsura Takanobu lui succède.

## Source de la traduction
- (en) Cet article est partiellement ou en totalité issu de l’article de Wikipédia en anglais intitulé « Matsuura Hisanobu » (voir la liste des auteurs).